# علی فقیه
علی فقیه (عربی: علي رضا فقيه؛ زادهٔ ۱۲ آوریل ۱۹۶۷) بازیکن سابق و مربی فوتبال اهل لبنان است.
از باشگاه‌هایی که در آن بازی کرده‌است می‌توان به اشاره کرد.
وی همچنین در تیم‌های ملی فوتبال زیر ۲۳ سال لبنان و لبنان بازی کرده‌است.